# Austin Gatt
Austin Gatt (* 29. Juli 1953) ist ein maltesischer Politiker der Nationalist Party und langjähriger Minister.

## Biografie

### Generalsekretär der Nationalist Party und Abgeordneter
Nach dem Schulbesuch am Lyceum von Malta studierte er Rechtswissenschaften an der University of Malta und schloss dieses Studium 1975 mit der Promotion zum Doktor der Rechtswissenschaften (LLD) ab. Im Anschluss daran trat er als Partner in eine der ältesten Anwaltskanzleien Maltas ein.
1980 betraute ihn die Partit Nazzjonalista (PN) mit dem Aufbau einer parteiinternen Organisation, um einen möglich Wahlbetrug bei den Parlamentswahlen 1981 auszuschließen, wie er in den vorherigen oftmals angenommen wurde. Tatsächlich erreichte die PN bei den Wahlen 1981 einen Anteil von 51 Prozent der Wählerstimmen.
Im Anschluss wurde zum Geschäftsführer der zur PN gehörenden Independence Print Company Limited, die als Körperschaft alle kommerziellen Tätigkeiten der Partei vornahm. Des Weiteren war er Leiter der Rechtsabteilung der PN und vertrat in dieser Funktion als Justiziar die Partit Nazzjonalista in einer Reihen verfassungsrechtlicher Verfahren. 1987 wurde er erneut von PN mit der Überwachung der Parlamentswahlen betraut und im Anschluss zum Vorstandsvorsitzenden der Independence Company Limited sowie der Euro Tours Company Limited berufen.
Nach dem Sieg der PN bei den Parlamentswahlen 1987 wurde er auf dem Parteitag am 5. Februar 1988 zum Generalsekretär der Partit Nazzjonalista gewählt. Dadurch war Gatt verantwortlich für die gesamte Parteiorganisation sowie der Erarbeitung der politischen Standpunkte der Partei, die im Anschluss durch das Exekutivkomitee sowie den Verwaltungsrat der Partei beraten wurden. Als Generalsekretär trieb er eine umfassende Umgestaltung der politischen, organisatorischen sowie kommerziellen Strukturen der Nationalist Party voran und war zugleich verantwortlich für die Vorbereitung und Sicherung aller Parteipläne für die Parlamentswahlen 1992 und 1996.
Bei der Wahl 1996 wurde Austin Gatt erstmals zum Abgeordneten des Repräsentantenhauses gewählt, wo er den Wahlkreis 1 vertrat. Zwischen 1996 und 1998 war er Sprecher der Opposition für Justiz, Lokalverwaltung und Wohnungsbau sowie zugleich verantwortlich für den Aufbau der Fernsehstation der PN. Bei den Parlamentswahlen 1998, 2003 sowie 2008 wurde er jeweils als Abgeordneter wiedergewählt.

### Minister
Nach dem Wahlsieg der Nationalist Party im September 1998 wurde er von Premierminister Edward Fenech Adami am 8. September 1998 zum Minister für Justiz und Lokalverwaltung in dessen Kabinett berufen. In diesem Amt folgte die Einführung des E-Government, eine umfangreiche Gerichtsreform sowie eine Umgestaltung der lokalen Verwaltungsbehörden.
Nach der Parlamentswahl 2003 wurde er von Premierminister Fenech Adami am 15. April 2003 zum Minister für Informationstechnologie und Investitionen ernannt. Als solcher war er verantwortlich für Information und Informationstechnologie, aber auch für Air Malta, die Gozo Channel Co. Ltd., die Sea Malta Co. Ltd., Maltacom, den Malta International Airport, Enemalta Corporation, die Water Services Corporation, die Malta Freeport Corporation, Public Broadcasting Services Ltd., Malta Drydocks Corporation sowie die Malta Investment Management Co. Ltd. Das Amt des Ministers für Informationstechnologie und Investitionen behielt er auch nach dem Lawrence Gonzi im März 2004 als Nachfolger Fenech Adamis das Amt des Premierministers übernahm.
Nach einer Regierungsumbildung wurde er am 12. März 2008 Minister für Infrastruktur, Transport und Kommunikation. Unmittelbar nach der Übernahme dieses Ministeramtes führte die Erhöhung des Energie- und Ölaufschlags sowie eine neue sieben-Tages-Frist bei der Einführung von Automobilen aus dem Ausland zu Protesten bei der maltesischen Bevölkerung. Daneben trat er insbesondere für den Bau des Kraftwerks Delimara bei Marsaxlokk ein.

## Reden
- Rede zur 13. Internationalen Tagung der Gesellschaft zur Reform des Strafrechts, Juli 1999 (PDF-Datei; 8 kB)
- Rede zum 50. Jahrestag der Europäischen Menschenrechtskonvention
- 5th WORLDWIDE FORUM ON ELECTRONIC DEMOCRACY ON “THE INFORMATION SOCIETY: A NEW OPPORTUNITY FOR DEMOCRACY?” AT THE PALAIS DES ARTS ET DES CONGRÈS D’ISSY-LES-MOULINEAUX, FRANCE, 30. September 2004